# Úvaly
Úvaly település Csehországban, a Kelet-prágai járásban. Úvaly Horoušany, Jirny, Škvorec, Dobročovice, Prága, Přišimasy és Tuklaty településekkel határos. Lakosainak száma 7504 fő (2024. január 1.).

## Népesség
A település lakosságának változását az alábbi diagram mutatja:
| Lakosok száma | 818  | 1130 | 2332 | 4693 | 4893 | 4690 | 6556 | 6744 | 7035 | 7504 |
|               | 1869 | 1890 | 1921 | 1950 | 1980 | 2001 | 2017 | 2019 | 2022 | 2024 |